# Ruth Wilson

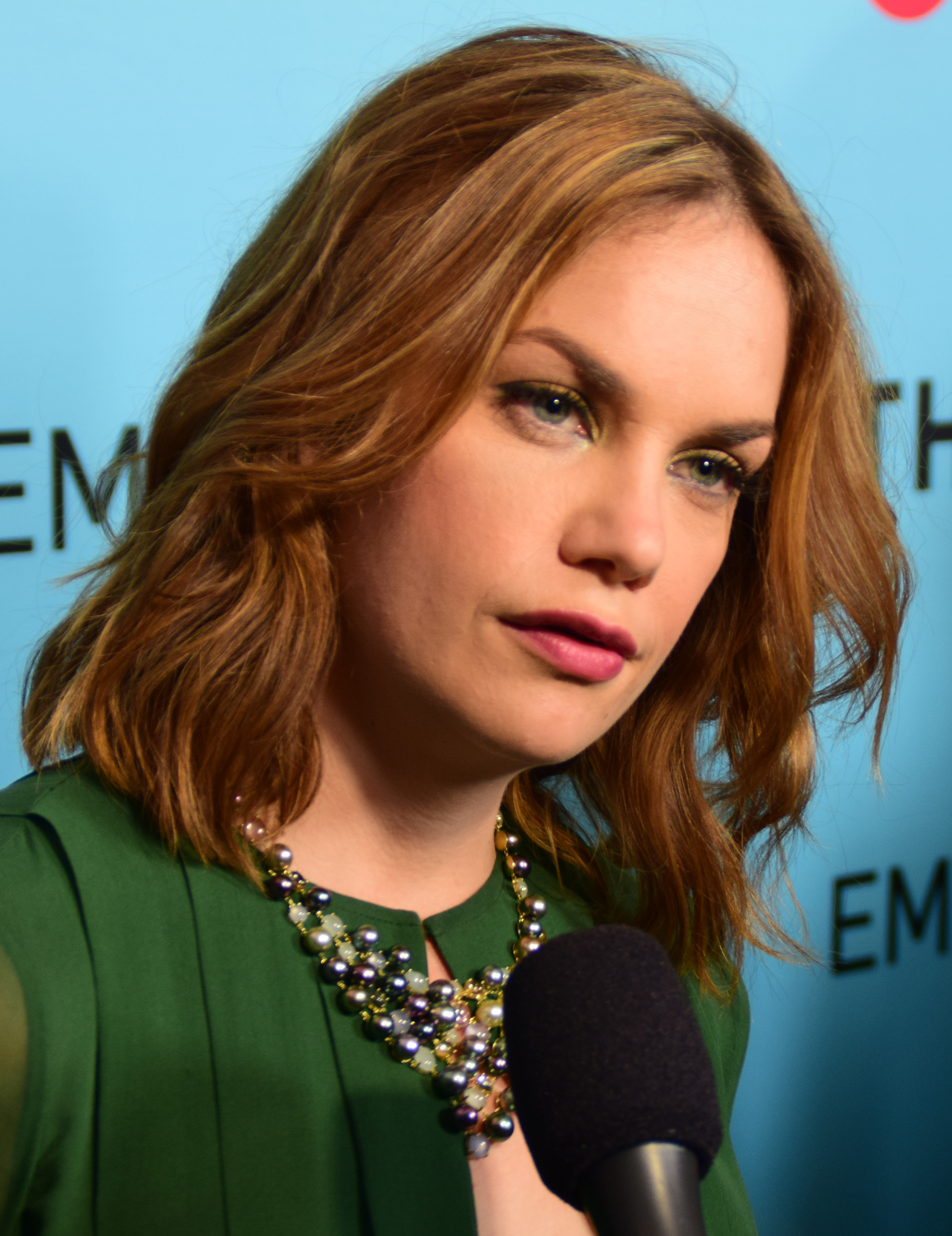
Ruth Wilson (2015)

Ruth Wilson (ur. 13 stycznia 1982 w Ashford) – angielska aktorka, która wystąpiła m.in. w filmach Jeździec znikąd i Ratując pana Banksa, oraz serialach Luther, Uwięziony oraz The Affair, za rolę w którym dostała Złoty Glob.

## Wybrana filmografia

### Filmy
| Rok  | Tytuł                                         | Rola           | Uwagi           |
| ---- | --------------------------------------------- | -------------- | --------------- |
| 2007 | Get Off My Land                               | Woman          | krótkometrażowy |
| 2012 | Anna Karenina                                 | Betsy          |                 |
| 2013 | Jeździec znikąd                               | Rebecca Reid   |                 |
| 2013 | Ratując pana Banksa                           | Margaret Goff  |                 |
| 2014 | Locke                                         | Katrina        | rola głosowa    |
| 2015 | Francuska suita                               | Madeleine      |                 |
| 2016 | I Am the Pretty Thing That Lives in the House | Lily           |                 |
| 2017 | Jak rozmawiać z dziewczynami na prywatkach    | PT Stella      |                 |
| 2017 | Mroczna rzeka                                 | Alice          |                 |
| 2018 | Ktoś we mnie                                  | Caroline Aryes |                 |
| 2021 | True Things About Me                          | Kate           |                 |
| 2022 | Patrz jak kręcą                               | Petula Spencer |                 |

### Telewizja
| Rok       | Tytuł                         | Rola             | Uwagi              |
| --------- | ----------------------------- | ---------------- | ------------------ |
| 2006      | Jane Eyre                     | Jane Eyre        | 4 odc.             |
| 2006–2007 | Gotowe na więcej              | Jewel Diamond    | 10 odc.            |
| 2007      | Agatha Christie: Panna Marple | Georgina Barrow  | 1 odc.             |
| 2007      | Opowieść Mary                 | młoda Mary       | film TV            |
| 2007      | A Real Summer                 | Mary / Geraldine | film TV            |
| 2008      | The Doctor Who Hears Voices   | Ruth             | film TV            |
| 2008      | Freezing                      | Alison Fennel    | 1 odc.             |
| 2009      | Small Island                  | Queenie          | film TV            |
| 2009      | Uwięziony                     | Sara / 313       | 6 odc.             |
| 2010-2019 | Luther                        | Alice Morgan     | 15 odc.            |
| 2014–2019 | The Affair                    | Alison Bailey    | 53 odc.            |
| 2017      | Reported Missing              | Narrator         | dokumentalny       |
| 2018      | Pani Wilson                   | Alison Wilson    | miniserial, 3 odc. |
| 2019-2022 | Mroczne materie               | Marisa Coulter   | 21 odc.            |
| 2021      | Oslo                          | Mona Juul        | film TV            |

## Nagrody
- Złoty Glob Najlepsza aktorka w serialu dramatycznym: 2014 The Affair